# The Girl from Oslo
The Girl From Oslo, ou Enlevée au Québec, (Bortført / אזהרת מסע) est une série télévisée norvégo-israélienne en dix épisodes d'environ 34 minutes réalisée par le Norvégien Stian Kristiansen et l'Israélien Uri Barbash, diffusée entre le 8 avril et le 13 juin 2021 sur TV 2 (Norvège), et à partir du 11 avril 2021 sur Hot. Elle a été doublée dans plusieurs langues et mise en ligne sur Netflix.
Mettant en vedette Amos Tamam, Anneke von der Lippe, Andrea Berntzen, Raida Adon, la série se déroule en Norvège, en Israël, à Gaza, en Égypte dans le Sinaï et dans les Territoires palestiniens.

## Synopsis
Une jeune norvégienne, déboussolée par une nouvelle récente, accepte une invitation et se rend dans le désert du Sinaï avec un frère et sa sœur. Là-bas, un groupe de soldats armés au service de DAECH les enlèvent. Leurs revendications sont simples : libérer 12 otages retenus par Israël ainsi qu'un de leur lieutenant, condamné pour appartenance terroriste en Norvège. Des années après les négociations d'Oslo de 1993, la mère de la jeune norvégienne retrouve en Terre Sainte deux anciennes connaissances, des négociateurs pour les partis respectifs d'Israël et de Palestine. Cette mère sera prête à tous les risques pour libérer sa fille, à commencer par faire chanter le ministre israélien chargé de l'affaire, l'ancien négociateur d'Oslo, et ancien amant.

## Distribution
Les otages :
- Andrea Berntzen : Pia Bakke, la fille d'Oslo
- Daniel Litman : Nadav
- Shira Yosef : Noa, sa petite sœur

Distribution principale :
- Anneke von der Lippe : Alex Bakke, ancienne négociatrice d'Oslo et mère de Pia
- Raida Adon : Layla, ancienne négociatrice d'Oslo pour la Palestine, mère de Jusuf
- Amos Tamam : Arik, ancien négociateur d'Oslo, ministre israélien

Distribution secondaire :
- Shadi Mar'i : Yusuf, fils de Layla
- Jamil Khoury : Bashir, Haut dirigeant de Gaza
- Abhin Galeya : Abu Salim, lieutenant de Daech en Norvège
- Anders T. Anderson : Karl Bakke, père de Pia et avocat
- Hisham Suliman (II) : chefs des ravisseurs de l'enlèvement
- Shaniaz Hama Ali : Selma, envoyés du Hamas en Norvège
- Vered Feldman : Anat, mère de Nadav et Noa
- Rotem Abuhab : Dana, femme d'Arik
- Boaz Komforty : Grant, militaire ami d'Arik
- Heli Amresh Sanka : Maski, femme chargée de la coordination des drones

## Épisodes
Les épisodes, sans titres, sont numérotés de un à dix.